# Lothar Hübner (Fußballspieler)
Lothar Hübner (* 14. Februar 1950 in Asche) ist ein vormaliger deutscher Fußballspieler.

## Sportlicher Werdegang
Hübner schloss sich vom VfB Lödingsen kommend 1969 dem 1. SC Göttingen 05 an, wo er nach kurzer Eingewöhnungszeit in der Reservemannschaft sich als Stürmer im Kader der in der zweitklassigen Regionalliga Nord antretenden Wettkampfmannschaft festsetzte. Zeitweise später nur noch Ergänzungsspieler kehrte er in die Mannschaft zurück, als ein Abwehrspieler gesucht wurde und er Trainer Karl-Heinz Mülhausen von sich überzeugen konnte. Mit dem Klub qualifizierte er sich 1974 für die neu eingeführte 2. Bundesliga Nord. Dort war er drei Spielzeiten lang an der Seite von unter anderem Helmut Hinberg, Jürgen Krawczyk und Walter Plaggemeyer Stammspieler in der Defensive, ehe der Klub am Ende der Spielzeit 1976/77 sportlich abstieg und auch nach der Lizenzverweigerung für den Bonner SC als potenzieller Nachrücker auf die Teilnahme verzichtete. Nach 225 Spielen, in denen er zehn Tore erzielt hatte, beendete er anschließend seine aktive Laufbahn und fokussierte sich, nachdem er parallel zur Spielerkarriere an der Georg-August-Universität Göttingen Rechtswissenschaft studiert hatte, auf seine bürgerliche Laufbahn.